# Augustin Hébert
 (janvier 2024).
- Si vous ne connaissez pas le sujet, laissez ce bandeau (vous pouvez alors contacter les auteurs).
- Si vous supprimez le contenu mis en cause (vous pouvez préalablement contacter les auteurs),

argumentez précisément cette suppression dans la page de discussion
(un manque de référence n'est pas un argument ; une recherche réelle de référence doit avoir été effectuée, être formellement documentée).
Augustin Eugène Hébert est un inventeur français né le 5 décembre 1860 à Montfort-sur-Risle (Eure) et mort à Cormeilles le 13 janvier 1944.

## Biographie
Il est l'aîné d'une famille de huit enfants dont le père est charpentier. À l'âge de 11 ans, il quitte l'école pour se consacrer à sa passion : la mécanique. Il habite à Saint-Philbert-sur-Risle, puis Montfort-sur-Risle pour finalement terminer sa vie dans son manoir de Cormeilles le 13 janvier 1944.

## Vie professionnelle
Comme son père, il devient à l’âge de 17 ans, charpentier de moulin. En 1878, il se rend à l’exposition universelle où il découvre la fabuleuse dynamo de Zénobe Gramme. C'est un élément déclencheur. Il imagine alors de pouvoir combiner la force hydraulique à une dynamo pour produire de l’énergie électrique. Et c'est alors la découverte de la lampe à incandescence par Thomas Edison qui lui permet de finaliser son projet et ainsi d’éclairer son atelier, cinq ans plus tard.
Après avoir éclairé avec succès sa maison, il met ses compétences au profit de sa commune en électrifiant la rue principale reliant Saint-Philbert-sur-Risle à Monfort-sur-Risle, ainsi que quatre communes de l’Eure : Saint-Philbert-sur-Risle, Monfort-sur-Risle, Cormeilles, et Pont-Audemer. 
L’année suivante il dépose le brevet de son œuvre avant de diffuser l’éclairage électrique à une échelle départementale, puis nationale.
Son père et son fils lui emboîtent le pas, l’un pour les activités commerciales, l’autre pour le côté technique. Aujourd’hui, tout le territoire est électrifié et toutes les municipalités se sont dotées d’un éclairage public. La turbine électrique qu’il a mise au point au moulin de Bayvel de Cormeilles est toujours opérationnelle, et produisait de l’électricité pour EDF jusqu'en 2014.
À Cormeilles, il rachète un moulin qu'il aménage en manoir et inaugure en 1908. Il entreprend ensuite de transformer le système mécanique du moulin afin de le relier à une dynamo.

## Son manoir de Cormeilles

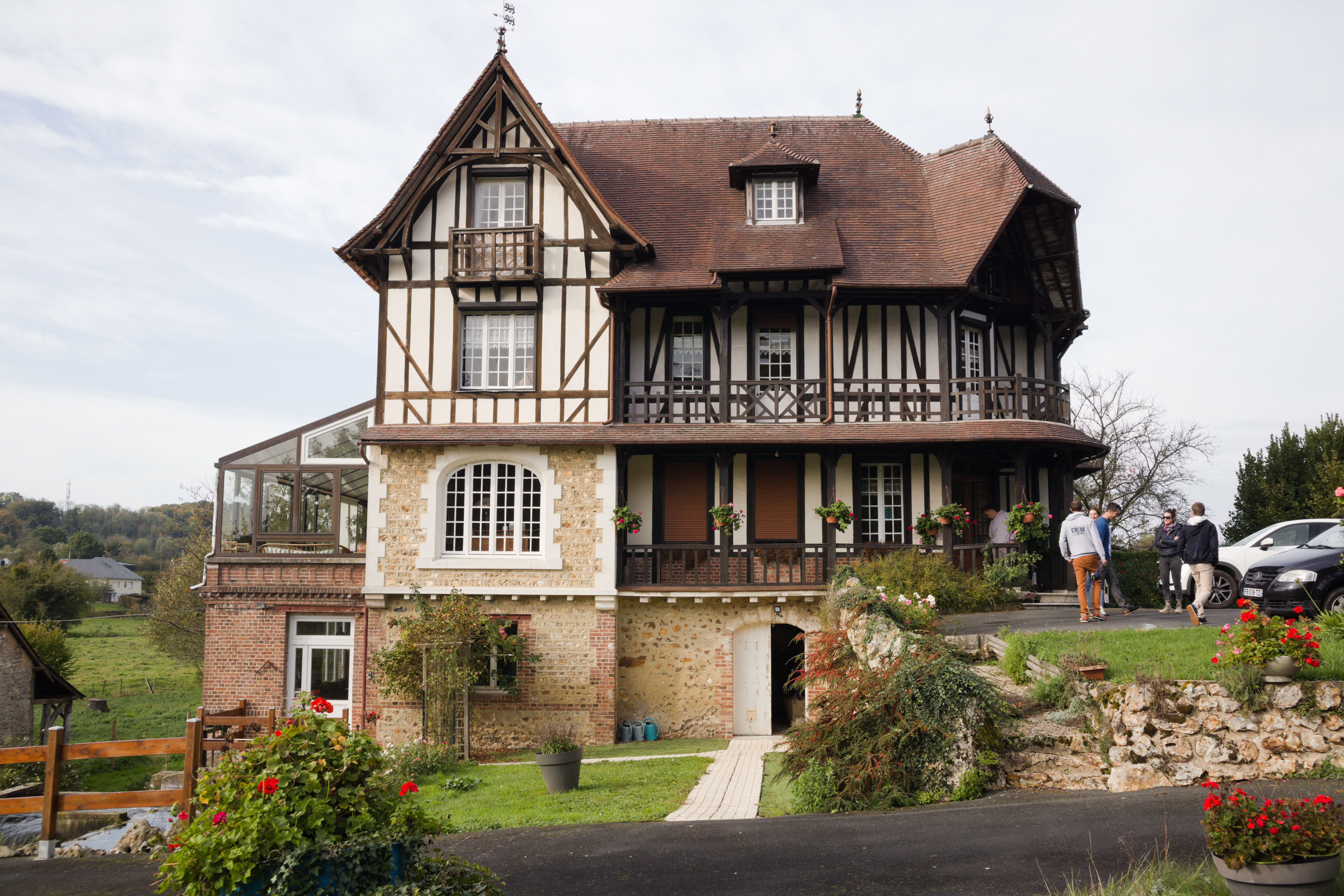
Manoir d'Augustin Hébert à Cormeilles

Le manoir d'Augustin Hébert à Cormeilles se situe au bord de la Calonne. Lorsqu'il décide de convertir le moulin pour générer de l'électricité, Augustin Hébert y installe une dynamo "horizontale", directement reliée à la roue du moulin. Cette turbine s'avère fonctionnelle, et lui permettra d'électrifier le manoir et une partie de Cormeilles.

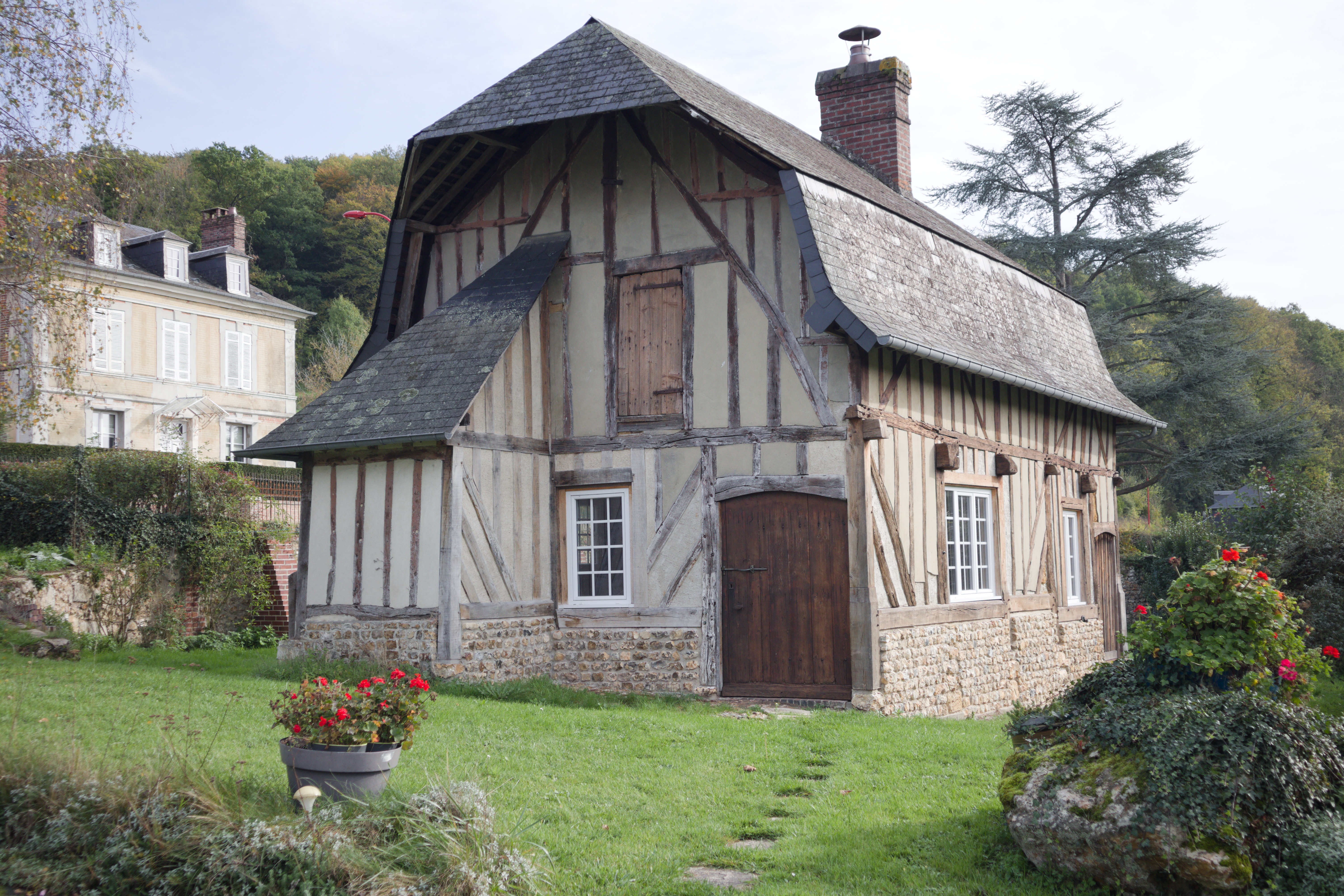
Maison de meunier, encore présente à côté du manoir

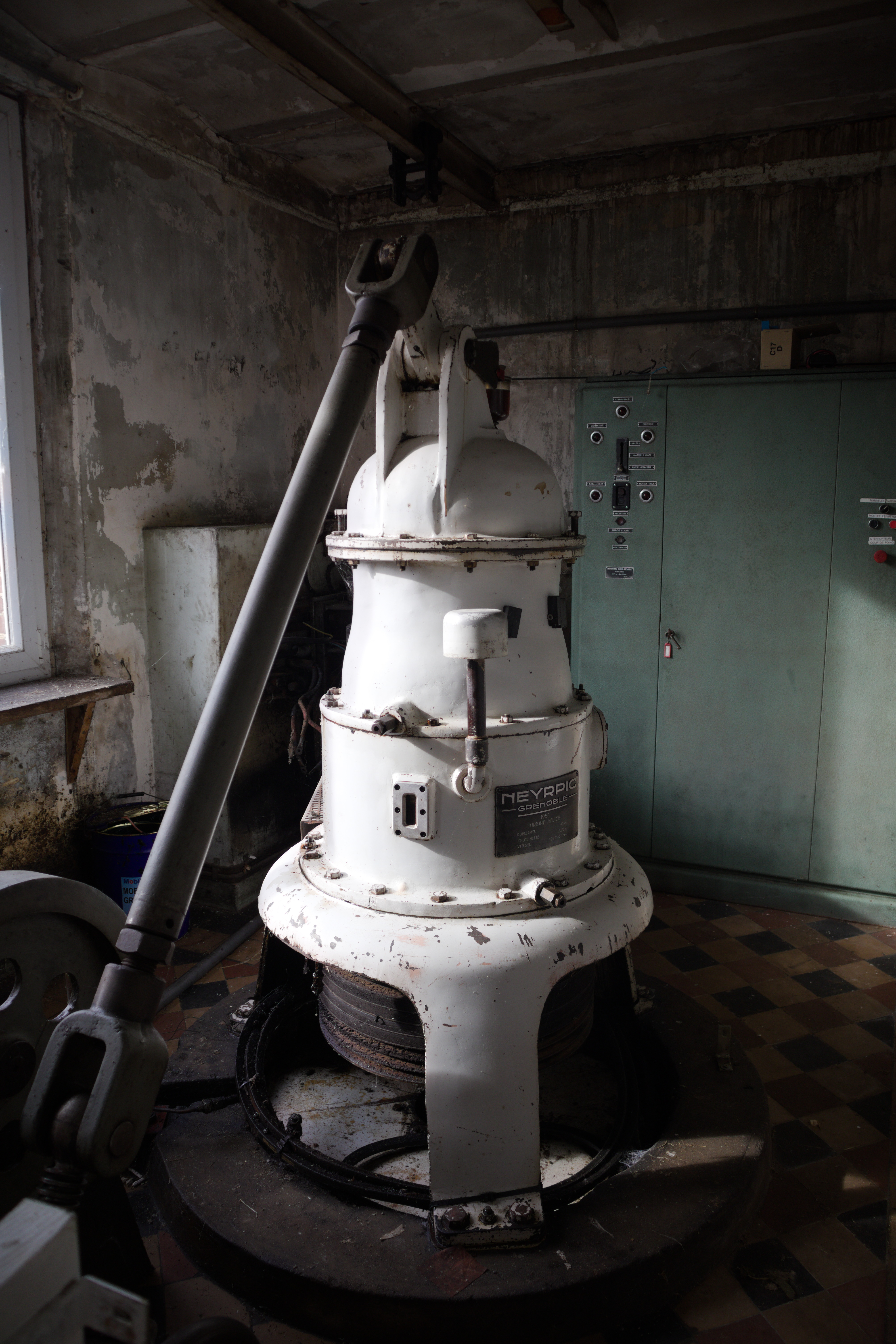
L'axe de la turbine verticale installée par le fils d'Augustin Hébert en 1953

En 1953, son fils ayant repris le flambeau pour les aspects techniques installe un système plus moderne, une turbine Neyrpic. L'utilisation de la roue du moulin est abandonnée, au profit d'un système "vertical". La nouvelle turbine fonctionne alors grâce à la différence de hauteur entre l'arrivée d'eau et la sortie d'eau. La Calonne entre dans une grande cuve située sous la salle de la turbine, au fond de laquelle se trouve un trou menant au lit de la Calonne. Dans ce trou est placée une hélice à pas variable, permettant de récupérer l'énergie du mouvement de l'eau. Ce nouveau modèle est donc vertical, et il s'agit du modèle toujours en place dans le manoir en 2022.
De nos jours, des traces de l'ancienne installation sont toujours visibles, et en particulier au niveau des murs du manoir et du petit bâtiment lui faisant face, sur lesquels on distingue toujours l'emplacement de la roue de moulin.

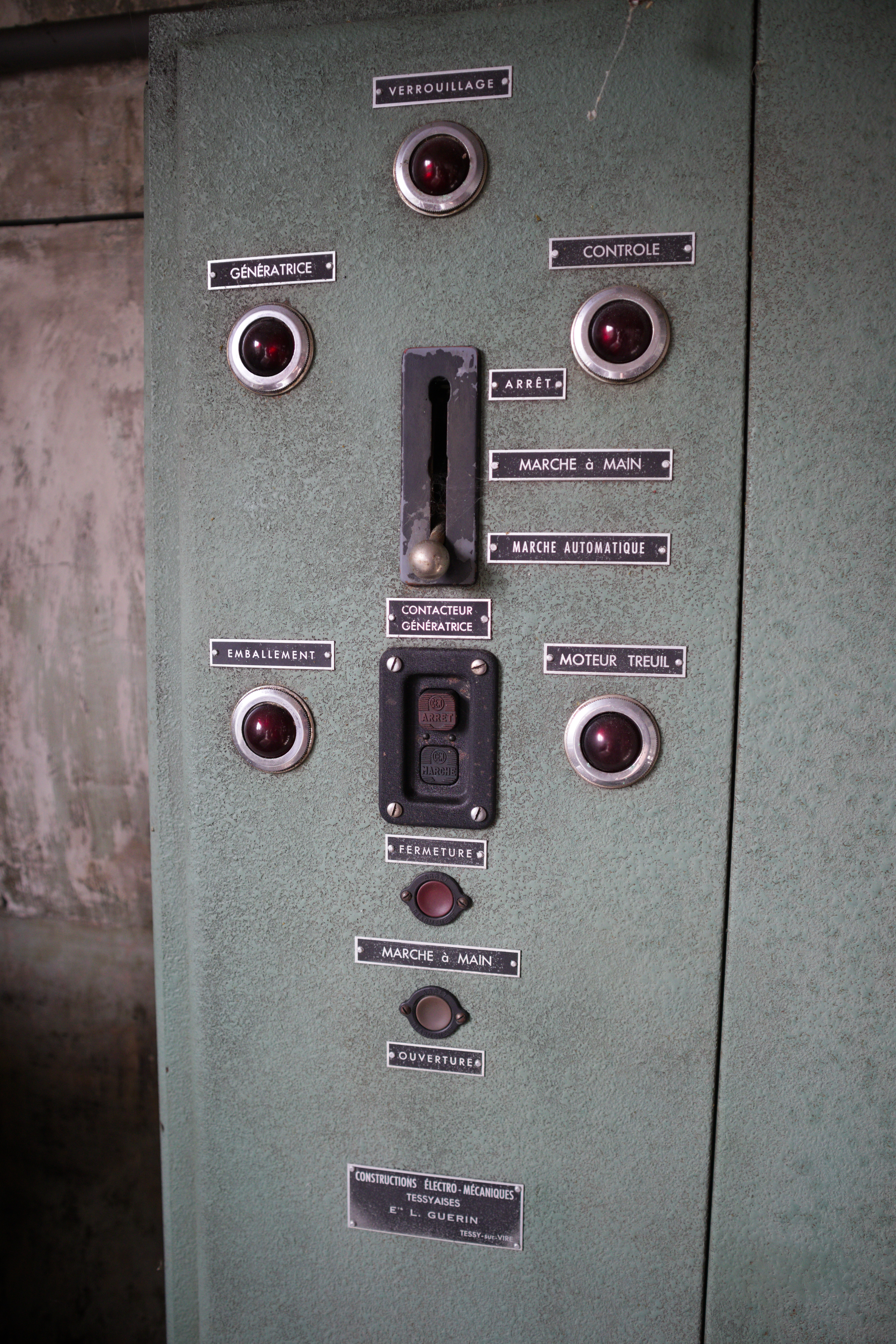
Panneau de commande de la turbine Neyrpic

En 2014, l'installation d'une passe à poissons réduit le débit utile de la Calonne et rend le système peu productif. Depuis, la machine est à l'arrêt.

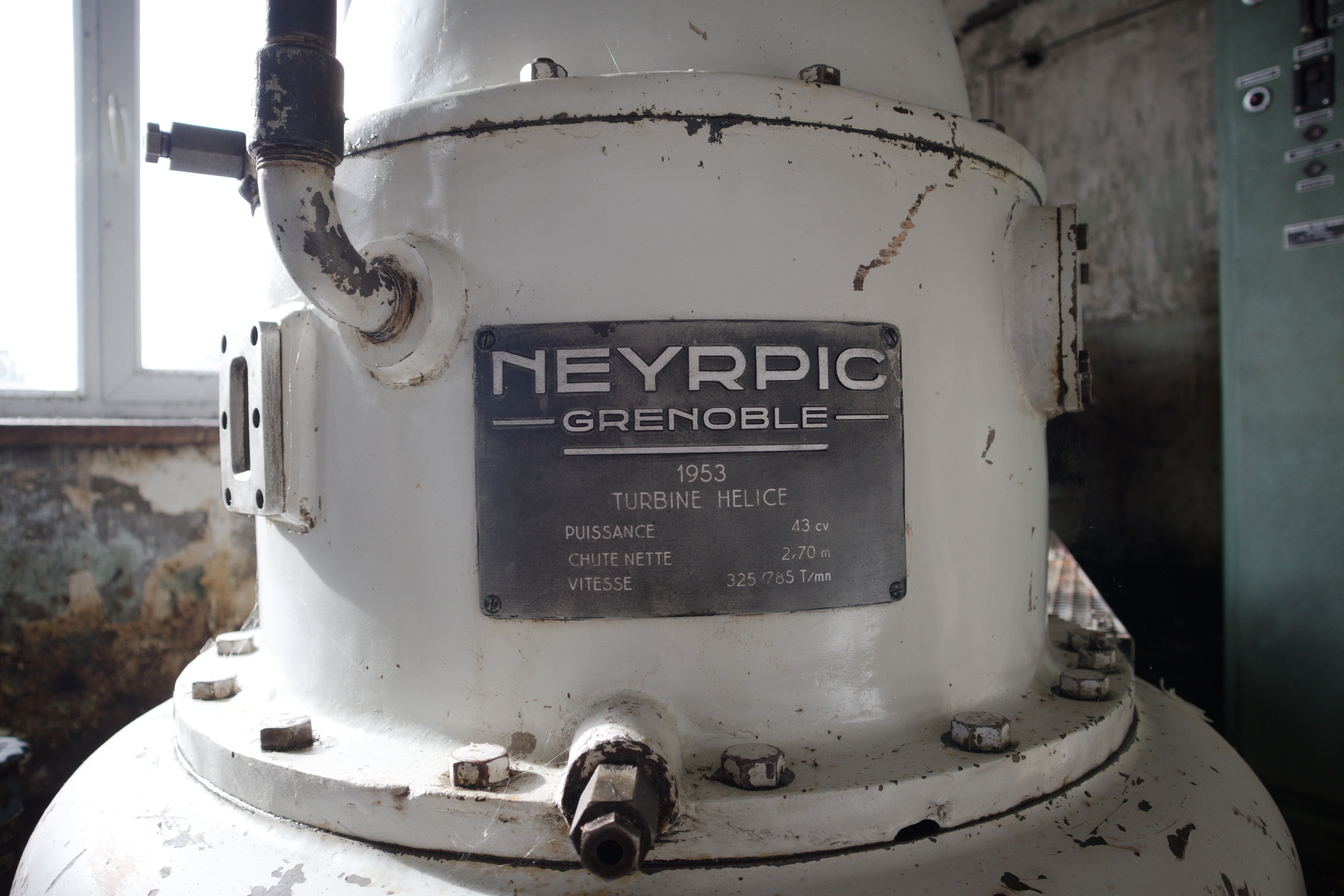
Plaque sur la turbine Neyrpic installée en 1953

## Distinctions et hommages
Pour tous ces services rendus, la municipalité de Saint-Philbert-sur-Risle lui rend hommage en donnant son nom à la rue principale. Une rue porte également son nom à Pont-Audemer. 
- Officier d'académie

Il est officier d'académie.
- Chevalier de la Légion d'honneur

La République française, au titre du ministère des Travaux publics, le nomme chevalier de la Légion d'honneur en 1939 en qualité d'ingénieur électricien. André Thiron, le maire de Cormeilles, chevalier de la Légion d'honneur, lui remet sa distinction le 31 juillet.

## En sa mémoire
La fête du centenaire de l'électrification à Saint-Philbert-sur-Risle a entretenu sa mémoire. 
Le lycée public professionnel d'Évreux porte son nom, ainsi que la rue où il réalisa le premier éclairage public à Saint-Philbert-sur-Risle.